# Großbach (Mosel)
Der Großbach ist ein rechter Zufluss der Mosel in Rheinland-Pfalz.
Er hat eine Länge von 12,5 km, ein Wassereinzugsgebiet von 63,9 km² und die Gewässerkennziffer 26794.
Er entspringt auf der Gemarkung von Raversbeuren (Rhein-Hunsrück-Kreis), bildet später die Grenze zwischen Enkirch (Landkreis Bernkastel-Wittlich) und Briedel (Landkreis Cochem-Zell) und mündet in der Ortslage von Enkirch in die Mosel.
Ein rechter Zufluss ist der 7,3 km lange Wackenbach, ein linker Zufluss ist der 12,4 km lange Ahringsbach.